# Jaques Morelenbaum
Jaques Morelenbaum, né le 18 mai 1954 à Rio de Janeiro, est un violoncelliste, arrangeur, chef d'orchestre, producteur et compositeur brésilien.

## Biographie
Jaques Morelenbaum est issu d'une famille de musiciens : son père, Henrique Morelenbaum, était chef d'orchestre et sa mère, Sarah, professeur de piano. Sa sœur est clarinettiste et son frère est également chef d'orchestre. Son épouse est la chanteuse Paula Morelenbaum. Il a poursuivi des études de violoncelle au Brésil, puis au New England Conservatory, dans la classe de Madeline Foley, une disciple de Pablo Casals.

## Carrière musicale
Sa carrière musicale a commencé au sein du groupe A Barca do Sol. De 1984 à 1994, il a fait partie de la Nova Banda de Tom Jobim, qui se produisait en concerts et en studio et qui a remporté un Grammy Award pour le CD Antônio Brasileiro. Entre 1988 et 1995, il a également accompagné Egberto Gismonti.
En 1995, il a fondé le Quatuor Jobim Morelenbaum avec son épouse Paula Morelenbaum (chant) et les fils de Tom Jobim, Paulo (guitare) et Daniel (piano).
Avec Paula Morelenbaum, il a également formé le groupe M2S en compagnie du pianiste et compositeur japonais Ryuichi Sakamoto, avec qui il a enregistré entre autres Casa et A day in New York.
Son groupe Cello Samba Trio comprend le guitariste Lula Galvão (en) et le batteur Rafael Barata. Ce groupe interprète des compositions de Ary Barroso, Dorival Caymmi ou encore Tom Jobim.
Parallèlement, il dirige à l'occasion les principaux orchestres symphoniques du Brésil, notamment pour accompagner des spectacles de musique populaire brésilienne tels que celui qui a été donné à l'occasion du soixante-dixième anniversaire de Gilberto Gil en 2012.

## Arrangements, orchestrations et collaborations
À partir de 1992, il a commencé à collaborer (à la fois en tant qu'instrumentiste, arrangeur et directeur musical) avec Caetano Veloso. Ces quatorze années de coopération produisent des albums et des concerts aussi divers que Circuladô, Fina Estampa, Livro ou A Foreign Sound.
Il se produit également aux côtés d'autres artistes brésiliens tels que Tom Jobim, Gal Costa, Ivan Lins, Carlinhos Brown et Marisa Monte,.
Hors du Brésil, il a également collaboré avec une pléiade d'artistes : au Portugal avec le groupe Madredeus, la chanteuse Dulce Pontes et la fadiste Mariza (sur l'album Transparente) ; avec la Cap-Verdienne Cesária Évora ; avec Adriano Celentano ; avec le groupe japonais Gontiti ; avec le compositeur angolais Paulo Flores et avec le Nord-Américain David Byrne,.
En 2001, il accompagne Sting au violoncelle sur le DVD All this time.
En 2006, il enregistre avec Henri Salvador huit titres de l'album Révérence à Rio de Janeiro. Caetano Veloso et Gilberto Gil participent également à cet album.
En 2008, il signe l'arrangement et la production musicale de Unplugged MTV de la Mexicaine Julieta Venegas, quatre fois nommée aux Grammy Latino, notamment dans la catégorie « Disque de l'année ».
Son album Piazzollando en hommage à Astor Piazzolla a été salué par la critique argentine comme l'un des dix meilleurs albums de l'année 1992.
Il collabore avec Paolo Fresu et Omar Sosa sur les albums Alma (2012) et Eros (2016).

## Au cinéma
Il a composé la musique du film Central do Brasil (récompensée par le prix Sharp dans la catégorie de la meilleure bande originale cinématographique) ainsi que celles des films O Quatrilho, Tieta do agreste ou Orfeu do carnaval,.
Dans le film Parle avec elle de Pedro Almodóvar, on aperçoit Jaques Morelenbaum dans la scène où il accompagne Caetano Veloso, qui interprète Cucurrucucu Paloma.